# Матрос с «Кометы»
«Матро́с с „Коме́ты“» — советский художественный полнометражный цветной фильм, поставленный Исидором Анненским на киностудии «Мосфильм» в 1958 году.

## Сюжет
Матрос из южного городка Сергей Чайкин, песни которого любят и знают моряки, влюблён в студентку и спортсменку Лену. Но не только робость мешает Сергею объясниться с насмешливой девушкой. Директор Дома моряков Вадим — его серьёзный соперник — едет с Леной в Москву на Всемирный фестиваль молодёжи. Однако в хоре моряков заболевает солист — и Сергей тоже вылетает в столицу…

## В ролях
- Глеб Романов — Сергей Чайкин
- Татьяна Бестаева — Лена Шувалова
- Николай Крючков — боцман Корней Петрович
- Николай Свободин — Аркадий Николаевич Пересветов
- Майя Менглет — Шура
- Владимир Сошальский — Вадим
- Иосиф Колин — Семён Яковлевич Чубарчик
- Иван Любезнов — Михаил Петрович Стародуб
- Анна Лисянская — Мария Ивановна
- Георгий Гумилевский — член команды буксира
- Юрий Киреев — матрос буксира «Комета»
- Валентин Печников — матрос буксира «Комета»
- Леонид Чубаров — кок Вася
- Андрей Тутышкин — режиссёр
- Маргарита Жарова — продавщица мороженого
- Николай Прокопович — тренер Николай Константинович
- Валентин Брылеев — матрос, конкурсант
- Регина Колесникова — иностранная певица Сильванна
- Павел Винник — милиционер (нет в титрах)
- Евгений Кудряшёв — конкурсант, учит английский язык (нет в титрах)
- Олег Туманов — эпизод (нет в титрах)

## Съёмочная группа
- Авторы сценария: Климентий Минц, Пётр Градов, Евгений Помещиков, Глеб Романов
- Режиссёр: Исидор Анненский
- Композитор: Оскар Фельцман
- Стихи: Михаил Матусовский
- Оператор: Константин Бровин
- Художник: Давид Виницкий

## Факты
- Цветной
- 2582 метра
- Монозвук
- Знаменитая песня «Чёрное море моё» — невероятно популярная по всей стране — была написана именно для этой картины.

## Критика
Кинокритик Ростислав Юренев писал, что «фильм пропагандирует песенки дурного вкуса, исполненные Глебом Романовым, в котором никто не увидит матроса — так силён в нём дух преуспевающего эстрадника».
Кинокритик Пётр Багров писал: «Картина очень популярная у зрителей, подверглась в то же время жесточайшей критике: её обвиняли в невыстроенности сюжета, отсутствии подлинно комедийных ситуаций, слабых актёрских работах, наконец, в безвкусице. Обвинения были бы справедливыми, если бы речь шла о комедии. Но это было музыкальное ревю».